# Jerzy Wiśniowski
Jerzy Wiśniowski v Wiśniewski herbu Prus – polski szlachcic, chorąży pancerny.

## Życiorys
Daty życia nieznane. Pochodził ze szlacheckiej rodziny Wiśniowskich (Wiśniewskich) herbu Prus osiadłej w ziemi chełmskiej. Był synem Andrzeja sędziego ziemskiego chełmskiego.
Poświęcił się karierze żołnierskiej, do armii koronnej wstąpił w 1686, podczas wyprawy Sobieskiego do Mołdawii jako towarzysz pancerny. W latach 1693–1695 był chorążym w chorągwi pancernej rotmistrza Baltazara Wilgi. Był uczestnikiem działań wojennych na Podolu, podczas wojny polsko–tureckiej. Odznaczył się w walkach z wojskami osmańskimi pod Kamieńcem Podolskim, w czerwcu 1694 był nagradzany finansowo przez hetmana Stanisława Jabłonowskiego za pojmanie jeńców oraz za rany odniesione podczas starć z Tatarami. Ostatni raz wzmiankowany w dokumentach wojskowych w 1695.